# Rhodostrophia sicanaria
Rhodostrophia sicanaria là một loài bướm đêm trong họ Geometridae.